# Mise en Place
Mise en Place is een internationaal horeca uitzendbureau met ruim 50 vestigingen in 5 verschillende landen. Het hoofdkantoor is vanaf 2014 gevestigd in Kasteel Jerusalem in Maastricht. In 2020 werd het bedrijf zwaar getroffen door de coronacrisis. Op 17 april 2020 vroeg de Nederlandse tak van Mise en Place, als gevolg van de wereldwijde coronapandemie, faillissement aan.

## Activiteiten
Het uitzendbureau is voornamelijk actief in de hospitality branche en biedt met haar eigen merk (in de bediening, keuken, events en logistiek) tijdelijke arbeidskrachten, voornamelijk studenten, voor personeelsvraagstukken in de hospitality. Tot de organisatie behoren onder andere de bedrijven Staffable Payroll en Q-staff.
Het bedrijf was medeorganisator van de EMcup, de Europese Mise en Place cup voor Europese Hospitality opleidingen dat vanaf 2018 jaarlijks georganiseerd wordt.
Mise en Place had in 2020 19 vestigingen in Nederland, 10 in België en 23 in Duitsland. Ook was er een vestiging in Londen.
Het motto van het bedrijf is "Together we proudly put energy in making friends and creating synergy".

## Geschiedenis
Het bedrijf werd opgericht in 1994 door Charles van Goch tijdens zijn studententijd op de Hotel Management School Maastricht. De eerste vestiging opende hij aan de Spoorweglaan in Maastricht. Vervolgens werden er in de loop van de jaren, naast het uitzendbureau, een aantal andere bedrijven opgericht: Cuise in 2000 (tegenwoordig Mise en Place Kitchen), Eventlogistics Solutions (Mise en Place Logistics), Staffable Payroll in 2004 en Q-staff in 2008.
Het bedrijf had in 2019 een omzet van 80 miljoen euro. Naast 160 vaste medewerkers bood het bedrijf tijdelijk werk aan circa 3500 studenten. In april 2020 was de Nederlandse tak van het bedrijf, vanwege de horeca-lockdown tijdens de coronapandemie, gedwongen faillissement aan te vragen. Al eerder werden de Duitse en Oostenrijkse vestigingen gesloten. In september 2020 maakte de Nederlandse tak van het bedrijf, in sterk afgeslankte vorm, een doorstart. De Belgische tak heeft de pandemie echter wel overleefd en draait nog steeds op volle toeren. 